# Ян Менжик

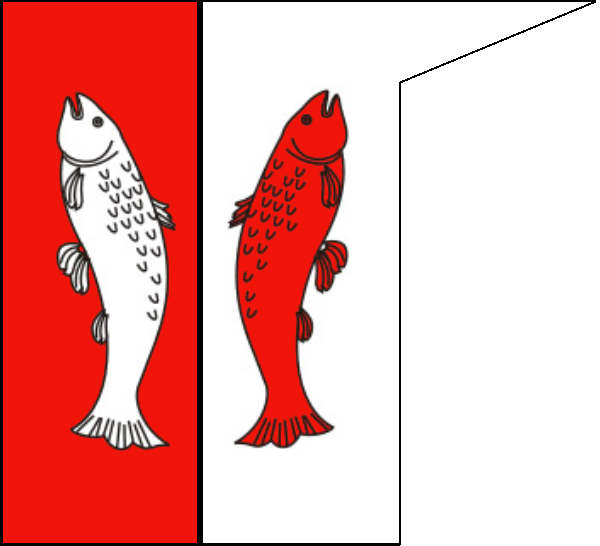
Штандарт хоругви Яна Менжика у Ґрюнвальдській битві

Ян Менжик з Домброви (Дуброви) гербу Вадвич (пол. Jan Mężyk z Dąbrowy) (1370 — 1437) — шляхтич, придворний та урядник Королівства Ягеллонів. Найвідоміший представник, імовірно, з походження німецького роду Вадвичів з Домброви гербу Вадвич у сьогоднішньому воєводстві Свєнтокшиському.

## Біографія
Завдяки добрій освіті, знанню мов німецької і руської при королі Владиславі ІІ Яґайлі виконував функції секретаря, перекладача, лицаря зі спеціальних доручень, дипломата. Очолював посольства до імператора Сиґізмунда І Люксембурґа (1429 рік), до великого литовського князя Свидриґайла (1430), брав участь у перемовинах з хрестоносцями 1435 у Бересті, був ґарантом союзу з Данією  (1419 рік), свідком укладення перемир'я з Угорщиною (1423 рік). Брав участь у підписанні Городельської унії (1413), заради чого прийняв до гербу Вадвич литовських бояр, зокрема, Петра Монтигердовича. Виконував особисті доручення короля, зокрема, у контактах з Ельжбетою Грановською — майбутньою 3-ю дружиною Яґайла.
У Ґрюндвальській битві 1410 року очолив приватну хоругву гербу Вадвич, хоча у битві знаходився у супроводі короля. Перед битвою був перекладачем при виклику послами магістра Ордену до битви короля Владислава ІІ та князя Вітовта. Разом з Вінцентом з Шамотул командував польським військом, розбитим 30 листопада 1432 р. над рікою Мурафою військом князя Федора Несвіцького, воєводи князя Свидриґайла. Був важко поранений 1433 р. у битвах з хрестоносцями, які підтримували Свидриґайла.
За заслуги Владислав ІІ щедро нагородив Яна Менжика, який перед 30 листопада 1405 р. управляв лише невеликим селом Печеніги (королівщиною). 1406 року отримав 1000 гривень, у 1422—1425 р. маєтки з королівщини на Русі, староства. У 1427—1431 роках був генеральним старостою Русі, з 1434 р. воєводою руським.
Був одружений з Ганною з Ритвян. Помер бездітним 1437 року, був похований у костелі Божого Тіла у Велюні. Скориставшись з відсутності вдови, родичі забрали майна у золоті, сріблі, коштовному камінні на 3000 гривень.

## Посади
Королівський постільничий 1394 р., коронний підчаший, чашник (1403—1434). Генеральний староста Русі, львівський воєвода, секретар короля. староста, воєвода львівський з 1433 р., перший воєвода руський (1434—1437), староста кшепицький (найпізніше — з 1424 р.), остжешувський (найпізніше — з 1426 р.). Був першим війтом Дрогобича.